# 箱守惠輔

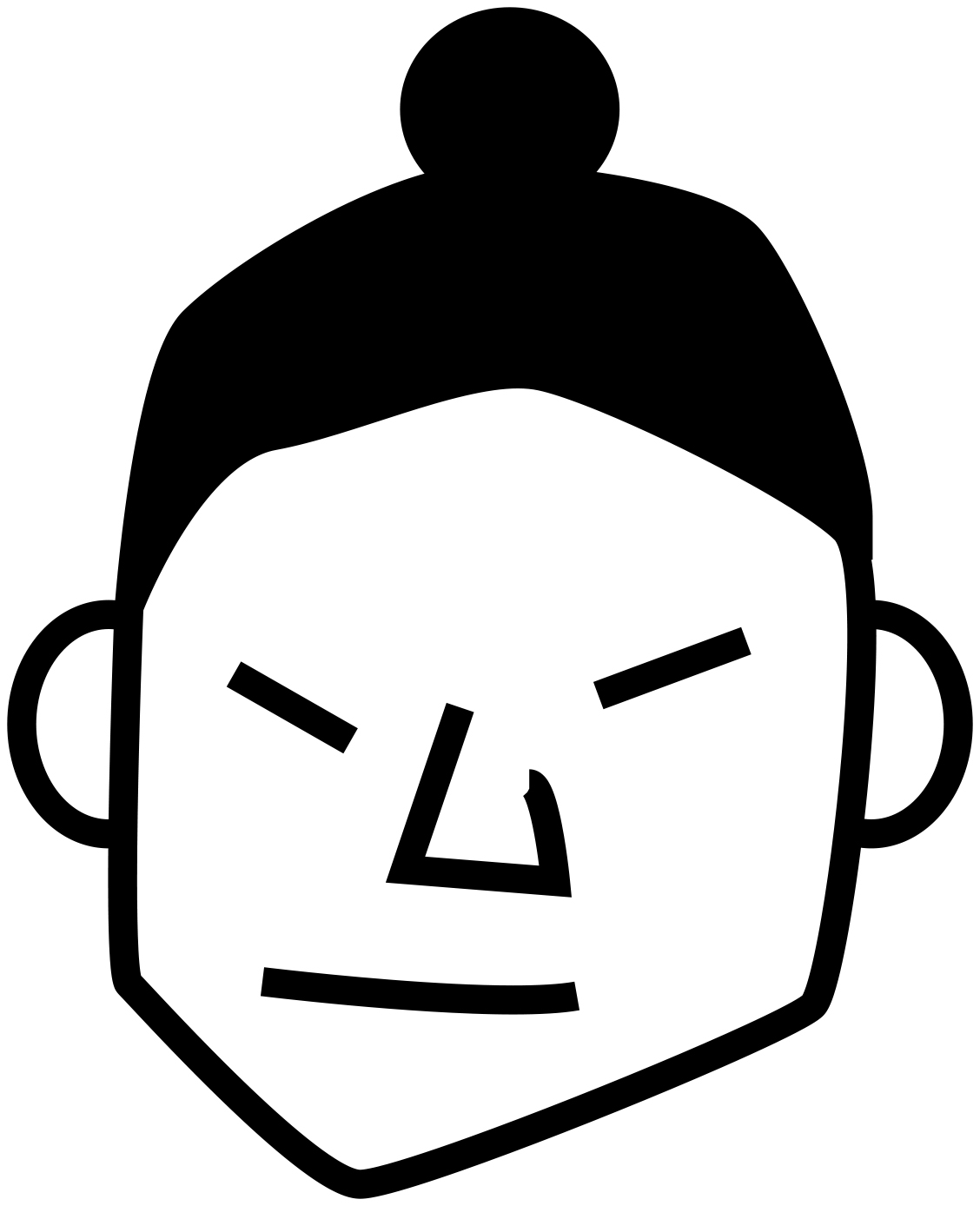

箱守 惠輔（はこもり けいすけ、Keisuke Hakomori、1981年10月6日 - ）は、コマーシャル、ショートフィルム、ミュージックビデオなどの映像ディレクター。

## 人物
- 1981年 埼玉県出身。
- 2004年 東洋大学卒業後、CM制作会社BISに入社。
- 2012年 CM制作会社BISを退社。フリーの映像ディレクターとして活動。
- 2012年 アジア太平洋広告祭（AdFest）にて初監督作品「Time Spent Together」で最優秀賞受賞。
- 2012年 カンヌ広告祭ヤングディレクターズアワードにて「Time Spent Together」準グランプリ受賞。
- 2012年 カンヌ広告祭 ビデオコンテストにて「Time of dream coming true」が準グランプリ受賞。
- 2012年 CM通信（ユニ通信社）7月9日号にて海外賞を立て続けに受賞する若手ディレクターとして取り上げられている。
- 2013年 コマーシャル・フォト（玄光社）7月号にて注目の新世代CMディレクターの1人として取り上げられている。
- 2013年 交通広告グランプリ2013 デジタルメディア部門 にてヤナセ企業CM「ブリッジ 」篇が優秀賞受賞。
- 2013年 ブレーン（宣伝会議）12月号にて『ディレクターに聞くキャスティングの裏側』で取り上げられている。
- 2014年 カンヌ広告祭 2014 Design部門にて「オンガクの結晶」(WALKMAN® WALKMAN HI-RES FIGURE) がShortlistを受賞。
- 2015年 Short film 「barrier」が Short Short film festival 2015 ジャパン部門の上演作品として選出される。
- 2015年 Short film 「barrier」が リールヘルス国際映画祭、BALINALE国際映画祭等、7カ国の映画祭でオフィシャルセレクションに入選。
- 2015年 テレビ東京 卓球 「PLAY THE PING PONG」が Spikes Asia 2015 ブランデッドコンテンツ＆エンターテインメント部門シルバー、デジタル部門でブロンズを受賞。
- 2016年 テレビ東京 卓球 「PLAY THE PING PONG」が アジア太平洋広告祭（AdFest） 2016　インタラクティブ部門、メディア部門の2部門でシルバーを受賞。
- 2016年 Short film 「barrier」がShort Sweet film fest 2016 にてInternational Awards で最優秀国際映画賞 Best International Film を 受賞。
- 2017年 カンヌ広告祭 2017 adidas Japan "Green Light Run"がCreative Data部門でシルバー1つ、ブロンズ2つ、サイバー部門でブロンズ1つ、ダイレクト部門でシルバーを受賞。
- 2019年 ニューヨークフェスティバル 野村證券「最初の贈りものが名前だとしたら。」がFilmCraft cory/script部門でシルバーを受賞。
- 2020年 MTV JAPAN 2020 GENERATIONS from EXAIL TRIBE 「One In A Million 奇跡の夜に」MV が 「最優秀アートディレクションビデオ賞」を受賞。
- 2021年 ヤクルト ヤクルト1000  CM 「佐藤琢磨 篇」「菅原小春 篇」「貴景勝 篇」「尾上菊之助 篇」「川口春奈 篇」が 広告効果賞2020にて金賞を受賞。

## 主な作品
コマーシャル
- Nike 「Night Racers」
- adidas 「野球が好きだ」
- YANASE 「ブリッジ」「銀座」「エンジニア」「ミラー」「宣誓」「北海道」
- SELEO「SELEO物語」
- frocsh「絵本」
- FANCL「触れ合う肌」
- ソニー損保「向き合う力」
- 三井住友銀行「アシタのトビラ」
- 出光興産「ニソン製油所」
- GREE「消滅都市 エピソード0 sideA」「消滅都市 エピソード0 sideB」
- 4℃「ふたりのキモチ」
- サントリー「森の彫刻」
- コカコーラ「ボトル100周年」
- テレビ東京 世界卓球2015「PLAY THE PINGPONG」
- H&S「頭皮の約半分は地肌」
- ハナマルキ「お味噌汁コンサート」
- オカモト株式会社「企業」
- 大阪ガス「100周年」
- ライザップ峯岸みなみ「カラダ�篇」「食事篇」「鏡篇」
- NTT東日本 「都会編」「地方編」
- クロネコヤマト 「進化する宅急便」
- KIRIN FIRE 「100万本サンプリング」「挽きたて微糖 登場」「BLACK 登場」「エクストリームブレンド 登場」「対談」
- SUZUKI  スペーシア カスタムZ「展示会」
- NURO 「RBB」「グッドデザイン」「満足度」
- 三菱地所ホームズ
- UCC BLACK COLD BREW PET 500ml　「True Coffee Journey ♯1」
- JAバンク 「ちょリスさん」
- 三菱電機「TOKYO2020」「夢を追う人」
- NISSAN DAYZ 「狭い道でも安心」
- キャリオク「西野の発言録」
- 日本電産「私はモーター」
- KIRIN NUDA 「もっと強く
- UCC BLACK 無糖 COLD BREW 「True Coffee Journey」
- NEC 「Lavie」
- AXE 「エレベーター」
- チョーヤ 至極の梅「最高のしあわせ」「至極」
- GABAチョコレート「なぜストレスにはGABAチョコレート」
- GABA for sleep 「なぜ睡眠にはGABAチョコレート」
- Yakult1000「佐藤琢磨 篇」「菅原小春 篇」「貴景勝 篇」「辻井伸行 篇」「川口春奈 篇」「尾上菊之助 篇」「MISIA 篇」「蜷川実花 篇」「秋元康 篇」「村上宗孝 篇」
- 第一生命 「幸せの道〜行ってきます」
- TAKAMI 「美しい横顔で前を向こう」
- バスケットボール日本男子2022 「GO NOW」
- アースゴキジェットプロ「井上尚弥」
- 森永 inゼリー「戦う者たちのエネルギー」
- 薬用石鹸ミューズ「誰を思うその手のために」
- ヤマトグループ「CO2ゼロ」
- AGF ブレンディー「贅沢な珈琲店」
- 楽天NBA「世界の刺激をその手に」
- 埼玉西武ライオンズ「父と娘」
- 第一三共 「家族の日々」「研究員の日々」
- SHISEIDO MEN  反町隆史 ￼松嶋菜々子
- yakult1000 「坂本龍馬」
- JRA 70th

webドラマ

・マイタウン 「ユキとダイキ」全5話 脚本・監督

web movie
- NIKON 「NIKKOR LENS」
- 資生堂 「Cle de Peau Beaute」
- SONY 「オンガクの結晶」
- 花王 「石原さとみのフレアフレグランス香り体験」
- JAL * Nikon「タビビトレンズ01」「タビビトレンズ02」「タビビトレンズ03」
- JT 「New WINSTON」
- TOYOTA 「TOYOTA get going challenge」
- ユニチャーム ソフィ 「すべての就活生へ」
- パナソニック ふだんプレミアム 「LOVE DRESS」「LOVE DISH」
- コンバース ALL STAR 100 「Speaker Boarding」
- adidas 「GREEN LIGHT RUN」
- 野村證券「最初の贈り物が名前だとしたら。」
- TOYOTA Supra「Supra is back to Nürburgring 2019」「Supra is back 」
- Panasonic 「FLORAL PLATE」「TOOTH PASTE」
- Geekly 「Mr.Geekly」
- TOKYO2020　PARALYMPIC 「Seeing is Believing」

short film
- barrier
- Time spent together
- TBS 予告王「裏島太郎」

MV
- amazarashi「つじつま合わせに生まれた僕等 2017」
- BiSH「GIANT KILLERS」
- GENERATIONS from EXILE TRIBE 「One in a Million 奇跡の夜に」
- GENERATIONS from EXILE TRIBE  「Star Traveling」
- FANTASTICS from EXILE TRIBE 「Winding Road」